# Inkataucher
Der Inkataucher (Podiceps occipitalis) ist eine Art aus der Familie der Lappentaucher. Sein Verbreitungsgebiet ist auf den Süden Südamerikas und die Falklandinseln beschränkt. Es handelt sich um einen relativ kleinen, überwiegend grau gefiederten Lappentaucher aus der Gattung Podiceps. Es werden zwei Unterarten unterschieden.
Die wissenschaftliche Erstbeschreibung erfolgte 1826 durch den französischen Arzt und Naturwissenschaftler Prosper Garnot anhand des Balgs eines gegen Ende des Jahres 1822 im Osten der Falklandinseln getöteten Individuums.

## Erscheinungsbild
Der Inkataucher erreicht eine Körpergröße zwischen 25 und 28,5 Zentimeter. Etwa 17 Zentimeter entfallen dabei auf den Körper. Die Flügellänge beträgt 12,1 bis 13,5 Zentimeter. Das Gewicht variiert zwischen 340 und 397 Gramm. Männchen sind tendenziell etwas größer als Weibchen.
Der Inkataucher ist insgesamt eher kurzhalsig mit einem sehr kleinen, konisch geformten Schnabel. Das Körpergefieder ist überwiegend hell schiefergrau. Die Federn sind relativ lang, was dem Inkataucher ein etwas aufgeplustertes Erscheinungsbild verleiht. Die Kopfkappe ist dunkel schiefergrau, die Federn an den Kopfseiten sind im Prachtkleid etwas verlängert und bilden Federbüschel, die kupferfarben schimmern. Der Hinterhals ist schwarz und läuft am Ende in einer dünnen Linie aus. Der Vorderhals ist weiß. Die Körperseiten und Flanken sind weißlich mit kleinen dunkelgrauen Flecken. Die Körperunterseite ist weiß. Die Augen sind orangerot, der Schnabel ist schwarz. Die Beine und Füße sind schwarz. Im Schlichtkleid fehlen die verlängerten Federn an den Kopfseiten.

## Verbreitungsgebiet

Verbreitungsgebiet des Inkatauchers:
Vorkommen außerhalb der Brutzeit
Ganzjähriges Vorkommen
Brutgebiete

Der Inkataucher ist im äußersten Süden des südamerikanischen Kontinents weit verbreitet. Die Nominatform kommt von Tierra del Fuelgo bis nach Cordoba und Santa Fé in Argentinien sowie in Zentralchile vor. Sie siedelt nur selten in Höhenlagen über 1.300 Höhenmeter.  Die Unterart Podiceps occipitalis juninensis kommt im Hochland der Anden, vom Norden Chiles bis in den Nordwesten Argentiniens und in die Region Junín in Peru, sowie in Ecuador und im Hochland Kolumbiens vor. Die Unterart besiedelt offene Feuchtgebiete. Diese Unterart weist ein brauneres Gefieder und einen helleren Vorderhals auf. Da es darüber auch noch Unterschiede im Körperbau sowie im Verhalten gibt, ist nicht ausgeschlossen, dass die in den Anden beheimatete Unterart eine eigenständige Art darstellt.

## Lebensweise
Auf den Falklandinseln kommen Inkataucher häufig auf denselben Gewässern vor wie der Rollandtaucher. Obwohl sie klein und auffällig gefiedert sind, fallen sie stärker als diese Lappentaucherart auf, weil häufig mehrere Exemplare gleichzeitig zu beobachten sind. Es sind Koloniebrüter, was unter Lappentaucher verhältnismäßig vorkommt. Auf den Falklandinseln wurden entlang einer 50 Meter langen Uferstrecke nicht weniger als 16 Nester der Inkataucher gezählt. Die Fortpflanzungszeit beginnt auf den Falklandinseln im September. Die zwei bläulich-weißen Eier werden zwischen November und Januar gelegt. Außerhalb der Fortpflanzungszeit werden sie häufig im Kelp an den Küsten beobachtet.

## Belege

### Einzelbelege
1. ↑   Wood, S. 40
2. ↑   Fjeldså, S. 196
3. ↑   Shirihai, S. 237
4. ↑   Fjeldså, S. 197
5. ↑   Wood, S. 40
6. ↑   Wood, S. 40

### Weblink
- Podiceps occipitalis in der Roten Liste gefährdeter Arten der IUCN 2013.2. Eingestellt von: BirdLife International, 2012. Abgerufen am 2. Februar  2014.